# Fronteira Malawi–Tanzânia
A fronteira entre Malawi e a Tanzânia é a linha de 475 km de extensão que fica no oeste da Tanzânia e a separa do Malawi. O seu trecho noroeste vai da tríplice fronteira Tanzânia-Malawi-Zâmbia e segue pelo Rio Songwe, que nasce a sudoeste do monte Rungwe, cidade de Tukuyu. Esse é um rio caudaloso, cujo leito apresenta variações, e define o traçado da fronteira.
O Songwe vai desaguar no norte do Lago Malawi, nas proximidades das cidades de Karonga (Malawi) e Mbeya (Tanzânia). Daí em diante a fronteira segue a margem oriental desse lago, que fica todo dentro do território de Malawi. Ao sul a linha vai até a outra tríplice fronteira dos dois países, no encontro com Moçambique.

## Litígios fronteiriços

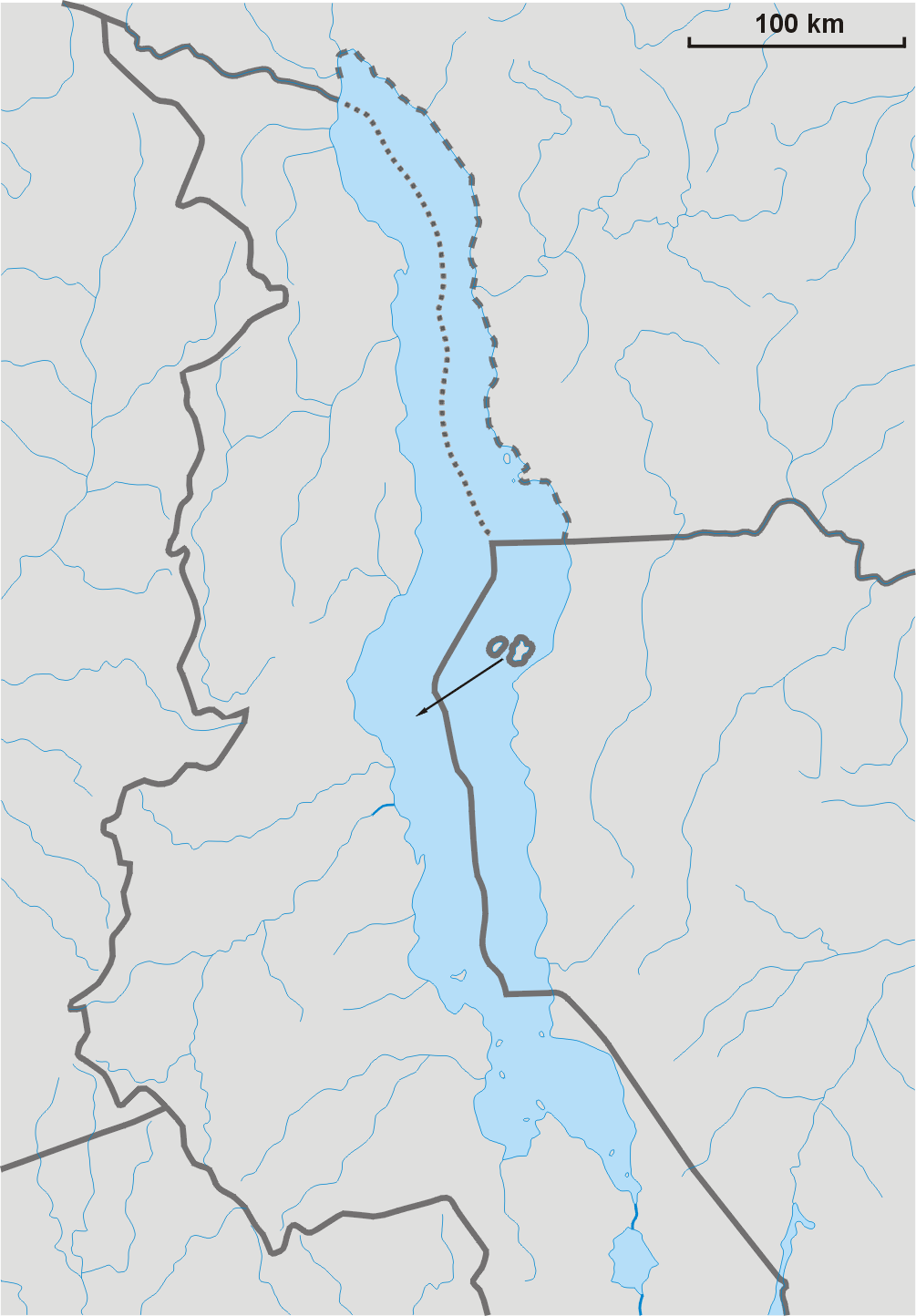
Mapa do Lago Niassa mostrando a atual fronteira do Malawi (linha tracejada) e a reivindicação da fronteira da Tanzânia (linha pontilhada)

Uma disputa territorial, que remonta aos tempos coloniais, opõe os dois países pela fronteira do Lago Malawi. O Malawi reivindica jurisdição sobre todo o lago, até a costa da Tanzânia, enquanto a Tanzânia sustenta que a fronteira deve seguir a linha central do lago. O conflito reacendeu-se em 2012, quando o Malawi concedeu uma licença a uma empresa britânica para prospecção de petróleo no lago. A falta de progresso nas negociações levou à possibilidade de encaminhar um recurso à Corte Internacional de Justiça.